# Paratylana samoënsis
Paratylana samoënsis är en insektsart som först beskrevs av Melichar 1906.  Paratylana samoënsis ingår i släktet Paratylana och familjen sköldstritar. Inga underarter finns listade i Catalogue of Life.